# Supernæ
Supernæ ( lat.: Von oben herab) ist eine päpstliche Bulle vom 5. Mai 1514, mit der Papst Leo X. erklärte, dass die Kardinäle in ihrem Rang unmittelbar dem Papst folgen sollten.
Er verdeutlichte hiermit die Stellung der Kardinäle als Vorgesetzte und benennt sie als Berater und Mitarbeiter. Ihr wichtigstes Privileg bestehe jedoch darin, dass sie das Recht der Papstwahl ausübten. Mit dieser Bulle stärkte der Papst die Amtsausübung der Kardinäle.